# کایتو هایاشیدا
کایتو هایاشیدا (ژاپنی: 林田 魁斗؛ زادهٔ ۲۹ اوت ۲۰۰۱) یک بازیکن فوتبال اهل ژاپن است.
از باشگاه‌هایی که در آن بازی کرده‌است می‌توان به باشگاه فوتبال سرزو اوساکا اشاره کرد.